# Nattsländor

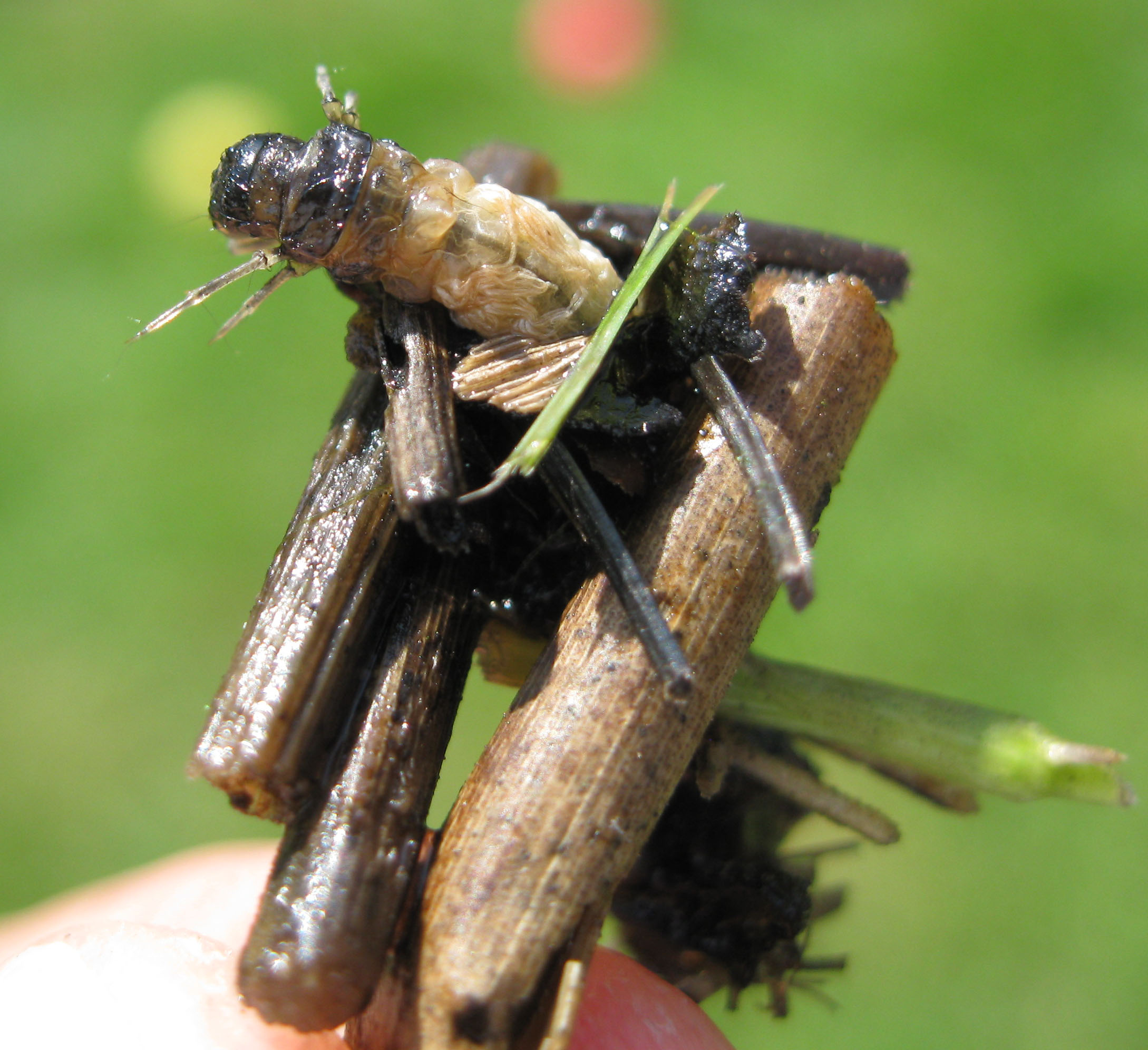
En nattsländelarv med hus

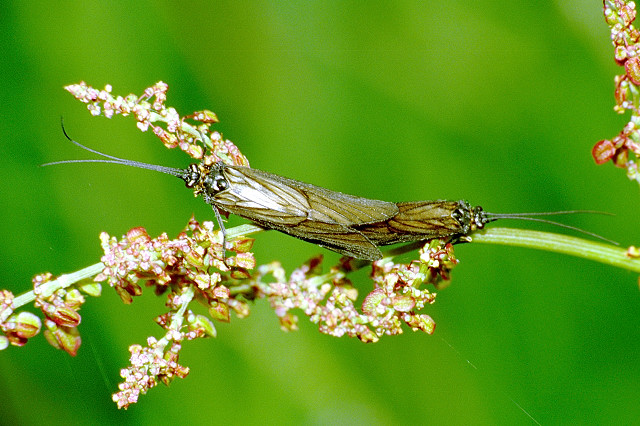
Par av Brachycentrus montanus

Nattsländor (Trichoptera) är en insektsordning. Den fullvuxna nattsländan är hos de flesta arter bara aktiv under dygnets mörkare del. Larverna och de fullvuxna sländorna lever oftast i anslutning till sjöar, dammar och vattendrag. Nattsländor utgör en viktig föda för vissa fiskar. De kan också kallas laxmygg. Larverna kallas också husmaskar. Det finns ungefär 7 100 arter av nattsländor, varav 216 har påträffats i Sverige.

## Kännetecken
Nattsländor har ganska litet antal tvärnerver på vingarna, som har hår och fjäll, de främre vingarna är ofta tecknade i olika färger. Under vila är vingarna takformigt hoplagda, och de bakre, som är bredare, läggs då i veck. Pannspröten är långa, borstformade och framåtriktade, med många små leder. 
På flera sätt liknar dessa insekter vissa små nattfjärilar. Mandiblerna är förkrympta och de övriga mundelarna är formade för att suga upp flytande näring (fast på ett annat sätt än hos fjärilarna). 
Framför allt de större arterna besöker blommor på natten (liksom nattfjärilar gör). Sina ägg lägger nattsländorna vid eller i sötvatten. Äggen placeras i stora mängder, omslutna av ett gemensamt geléartat hölje som avsöndrats från ett par stora körtlar i honans bakkropp. Larverna har i kroppsformen en viss likhet med fjärilslarver. Liksom hos fjärilslarverna har de tre lederna närmast efter huvudet var sitt par ledade fötter. Bakkroppen saknar däremot fötter, utom på sista leden, där ett par spetsiga, framåtkrökta hakar motsvarar analfötter. Bristen på fötter på bakkroppen har samband med att dessa larver redan strax efter kläckningen tillverkar ett fodral åt sig som de sedan ständigt släpar med sig när de, med den fotbärande framkroppen utsträckt ur fodralet, kryper omkring på vattensamlingarnas botten. Larverna kallas därför populärt för husmaskar. De kan också dölja sig helt och hållet i fodralet. Detta tillverkas av många olika material, till exempel avbitna gröna växtdelar, små pinnar, gruskorn, sandkorn eller små snäckskal. Larven sammanfogar materialet med hjälp av silketrådar som, liksom hos fjärilslarver, utsöndras från spinnkörtlar som utmynnar på underläppen. I stället för ett flyttbart fodral tillverkar vissa arters larver rör som sitter fast. Andra arter bor i tunnlar som de format i dybottnen. Larven håller fast sitt fodral med hakarna i bakkroppens spets. Larverna kan oftast artbestämmas utifrån fodralets (husets) utformning och material (vasstrån, bladbitar, småsten etc).
Larvens andningsrörssystem är slutet, det vill säga att det saknar andhål, men i stället är bakkroppen utrustad med trådlika, i rader ordnade eller busklikt grupperade trakégälar. För att dessa ständigt ska omspolas av friskt vatten är larvens fodral öppet i bakänden, och tre knölformiga utskott på bakkroppens första led förhindrar att larvkroppen sluter tätt till fodralet. Annars skulle vattnets fria cirkulation förhindras. 
Larverna lever av både växter och djur. Hos vissa arter, vars larver lever i rinnande vatten, tillverkar larven framför mynningen av sitt fast förankrade rör ett slags ryssja av starka silkestrådar. Ryssjan hålls utspänd av vattenväxter och fångar smådjur som driver med strömmen. 
Egendomliga larvfodral, formade som trädgårdssnäckans skal, tillverkas av sandkorn av larverna till det amerikanska släktet Helicopsyche.
Den fullvuxna nattsländelarven tillsluter mynningen till sitt rör med silke och förpuppas inne i det. Puppan, liksom larven, har, till skillnad från imago, starka mandibler, som uteslutande används för att avlägsna den silkesväv som stänger rörets mynning, när tiden för förvandlingen är inne. Den självrörliga puppan förflyttar sig då simmande eller gående uppefter någon vattenväxt upp till vattenytan, där den sista hudömsningen äger rum. De fullbildade sländorna träffas därför oftast i närheten av vatten, såväl rinnande som stillastående. På dagen håller de sig vanligen stilla för att mot kvällen sätta sig i rörelse.

## Historik
Från permtiden har man i 250 miljoner år gamla skiffrar hittat vingavtryck från nattsländor. Från kritperioden för ca 100 miljoner år sedan har man funnit fossil som visar att de då var starkt utvecklade.  35 miljoner år gammal bärnsten från Östersjöområdet visar att de flesta av vår tids nattsländefamiljer var representerade även då. 

## Systematik
Nattsländorna är systergrupp till fjärilarna. De bildar tillsammans överordningen Amphiesmenoptera.
Denna systematik anger familjer.
- trattnattsländor - Ecnomidae
- ryssjenattsländor - Hydropsychidae
- rutnätnattsländor - Arctopsychidae
- fångstnätnattsländor - Polycentropodidae
- tunnelnattsländor - Psychomyiidae
- stengömmenattsländor - Philopotamidae
- stenhusnattsländor - Glossosomatidae
- smånattsländor - Hydroptilidae
- rovnattsländor - Rhyacophilidae
- grusrörsnattsländor - Goeridae
- husmasknattsländor - Limnephilidae
- bäcknattsländor - Brachycentridae
- kantrörsnattsländor - Lepidostomatidae
- broknattsländor - Phryganeidae
- långhornssländor - Leptoceridae
- skivrörsnattsländor - Molannidae
- sandrörsnattsländor - Beraeidae
- krumrörsnattsländor - Sericostomatidae
- böjrörsnattsländor - Odontoceridae